# Dynamine meridionalis
Dynamine meridionalis är en fjärilsart som beskrevs av Johannes Karl Max Röber 1915. Dynamine meridionalis ingår i släktet Dynamine och familjen praktfjärilar. Inga underarter finns listade i Catalogue of Life.